# Willy Fautré
Willy Fautré (1944) est un militant belge des droits de l'homme, fondateur et directeur de Human Rights Without Frontiers International (HRWF),. Il est l'auteur de nombreux articles dans des revues universitaires sur la relation entre l'État et la religion. Il est spécialisé dans les problèmes rencontrés par les minorités religieuses et linguistiques en Europe.

## Biographie
Fautré a été chargé de mission au Parlement belge. Dans le cadre de son travail à HRWF, Fautré a également contribué au signalement et à la sensibilisation aux violations des droits de l'homme, interagissant souvent avec des organismes internationaux tels que les Nations unies et la Cour européenne des droits de l'homme (HUDOC) pour appeler à des actions plus fortes en faveur de la défense des droits de l'homme dans le monde entier.

## Activisme en faveur des droits de l'homme
Fautré a fondé Human Rights Without Frontiers International en 2001. Il est connu pour "avoir défendu les communautés religieuses contre la persécution et l'ingérence des autorités étatiques, souvent en défendant les croyants traditionnels contre des politiques gouvernementales rigoureusement laïques". Il a défendu la cause des minorités religieuses et linguistiques en Europe auprès des Nations Unies, de l'Organisation pour la sécurité et la coopération en Europe, de l'Agence des droits fondamentaux de l'Union européenne et du Parlement européen. Il organise souvent des conférences sur la liberté religieuse au Parlement européen et donne des cours sur des sujets tels que la liberté religieuse, la discrimination et l'intolérance.

## Œuvres
- W. Fautré, Belgium's Anti-Sect Policy, Springer, Boston, MA., coll. « Critical Issues in Social Justice », 2004 (ISBN 978-0-306-47887-1, DOI 10.1007/978-1-4419-9094-5_8), p. 113–125

### Articles
- W. Fautré, « Belgium's Anti-Sect War », Social Justice Research, vol. 12, no 4,‎ 1999, p. 377–392 (DOI 10.1023/A:1022025326484)
- W. Fautré, « Coercive change of religion in South Korea: The case of the Shincheonji church. », The Journal of CESNUR, vol. 4, no 3,‎ 2020, p. 35–56
- W. Fautré, « Opposition to Jehovah's Witnesses in Russia: Legal Measures », The Journal of CESNUR, vol. 4, no 6,‎ 2020, p. 41–57
- W. Fautré, « Abusive taxation of religious minorities. A comparative study of Tai Ji Men in Taiwan and the Jehovah's Witnesses in France », International Journal for Religious Freedom, vol. 17, no 1,‎ 2024, p. 5–11 (DOI 10.59484/URQV1407, hdl 10520/ejc-ijrf_v17_n1_a4)

### Sources
- Alessandro Amicarelli, « Scholars Discuss Tai Ji Men's "Road to Freedom" », Bitter Winter,‎ 26 juillet 2022 (lire en ligne)
- Gerhard Besier, Jehovah's Witnesses in Europe, vol. 1, Cambridge Scholars Publishing, coll. « Past and Present », 17 août 2016 (ISBN 9781443898515)
- Scott Crosby, « Bombing in Brussels on Easter 2016 », European Criminal Bar Association, 2016
- Derek H. Davis et Elena Miroshnikova, The Routledge International Handbook of Religious Education, Routledge, coll. « Routledge International Handbooks of Education », 2013 (ISBN 9781136256417, lire en ligne)
- J. Gordon Melton et Martin Baumann, Religions of the World. A Comprehensive Encyclopedia of Beliefs and Practices, ABC-CLIO, 21 septembre 2010 (ISBN 9781598842043)
- Wayne Merry, Deterioration of Religious Liberty in Europe, Briefing of the Commission on Security and Cooperation in Europe, 22 juillet 1998 (lire en ligne)
- James T. Richardson et François Bellanger, Legal Cases, New Religious Movements, and Minority Faiths, Routledge, coll. « Routledge Inform Series on Minority Religions and Spiritual Movements », 2016 (ISBN 9781317106388, lire en ligne)
- Aaron Rhodes, « Human Rights Activists Call For Indictment of Russian Patriarch Kirill », The Moscow Times,‎ 22 avril 2022 (lire en ligne)